# Kymlinge
Kymlinge (uttal [²ɕʏmːlɪŋɛ]) är den nordligaste stadsdelen inom Sundbybergs kommun. Den gränsar i väster mot Kista inom Västerort i Stockholms kommun, i norr mot Sollentuna kommun, i öster mot Solna kommun och i söder mot stadsdelarna Stora Ursvik, Lilla Ursvik och Brotorp. Stadsdelen består av en sydlig del som tillfördes Sundbyberg 1949 när Spånga landskommun upplöstes, och en nordlig del som överfördes från Stockholms kommun 1971, även den ursprungligen tillhörande Spånga.
Kymlinge utgör cirka 20 % av kommunens yta, och skiljer sig från övriga Sundbyberg genom att vara i det närmaste utan fast befolkning.
Stadsdelen har fått sitt namn efter Kymlinge gård, vars namn kommer från det gamla ordet kummel, som betyder gravröse. När det gäller uttalet finns det olika skolor, dels de som hävdar tje-ljud (i analogi med till exempel kyrka), dels de som föredrar k-ljud för att namnet stammar från ordet kummel. Då nästan ingen bor här och dagligen använder namnet har inget av uttalen riktigt satt sig.
Genom stadsdelen flyter Igelbäcken och ungefär två tredjedelar av Kymlinges yta ingår i Igelbäckens naturreservat. 
På 1970-talet påbörjades bygget av Kymlinge tunnelbanestation men den blev aldrig färdigställd, då planerad bebyggelse i området ej kom att uppföras. Stadsdelen saknar helt bofast befolkning.
2015 berättade fastighetsägaren Vasakronan för tidningen Fastighetsvärlden att man planerar för att bygga bostäder i den norra delen av Kymlinge. Det handlar alltså om den delen av området som ligger norr om stationen och som inte är naturreservat. En bebyggelse skulle kunna fungera som en bullervall mot de hårt trafikerade E4 och E18 som passerar i närheten.
Det är Sundbybergs kommun som beslutar om bygglov eller inte. Det var inför valet 2010 en politisk debatt i kommunen om att bygga ett kraftvärmeverk i området eller inte, men i Sundbybergs översiktsplan som antogs 25 mars 2013 föreslås inte Kymlinge få någon annan markanvändning än grönområde. Sundbybergs kommunfullmäktige röstade sedan i december 2014 enhälligt för ett förslag att planera för en utvidgning av naturreservatet i Kymlinge.
[uppföljning saknas]